# Hryhorij Hrynko

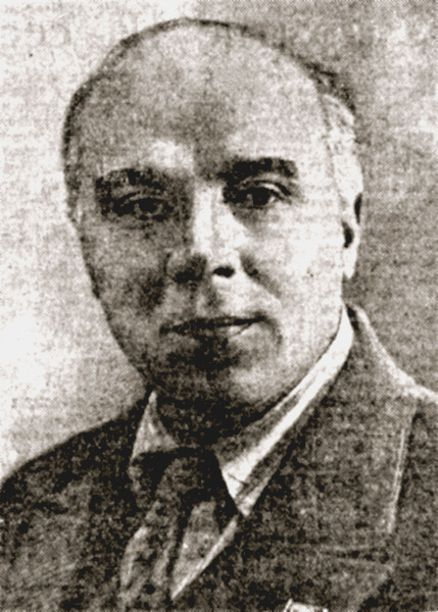
Hryhorij Hrynko

Hryhorij Fedorowytsch Hrynko (* 18. Novemberjul. / 30. November 1890greg. in Schtepiwka, Gouvernement Charkow, Russisches Kaiserreich; † 15. März 1938, Oblast Moskau, Sowjetunion) war ein ukrainisch-sowjetischer Politiker.
Hrynko gehörte zu den „Borotbisten“, welche 1920 der KP der Ukraine beitraten. 1919/20 war er Mitglied des ukrainischen Revolutionären Militärkomitees. Ab 1919 arbeitete er zudem im ukrainischen Volkskommissariat für Erziehung, dessen Leitung er 1920 übernahm. Von November 1923 bis Juni 1925 war er Vorsitzender der Kiewer Stadtverwaltung (Bürgermeister).
1926 wurde er stellvertretender Leiter des Unions-Gosplans und im Oktober 1930 Volksminister für Finanzen der UdSSR.
Zwischen 1934 und 1937 war er Kandidat des Zentralkomitees der KPdSU.
1937 wurde er verhaftet und der Zugehörigkeit zu einer ukrainischen „nationalfaschistischen“ Organisation beschuldigt. Im dritten Moskauer Schauprozess vom März 1938 war er einer der Angeklagten. Er wurde zum Tode verurteilt und am 15. März 1938 erschossen.